# Palazzo Monte dei Pegni (Asola)
Il palazzo del Monte dei Pegni è un edificio storico di Asola, sede del museo civico Goffredo Bellini e del Museo parrocchiale G.B. Tosio.
Si trova lungo via Garibaldi, di fronte alla facciata della chiesa di Sant'Andrea.

## Storia

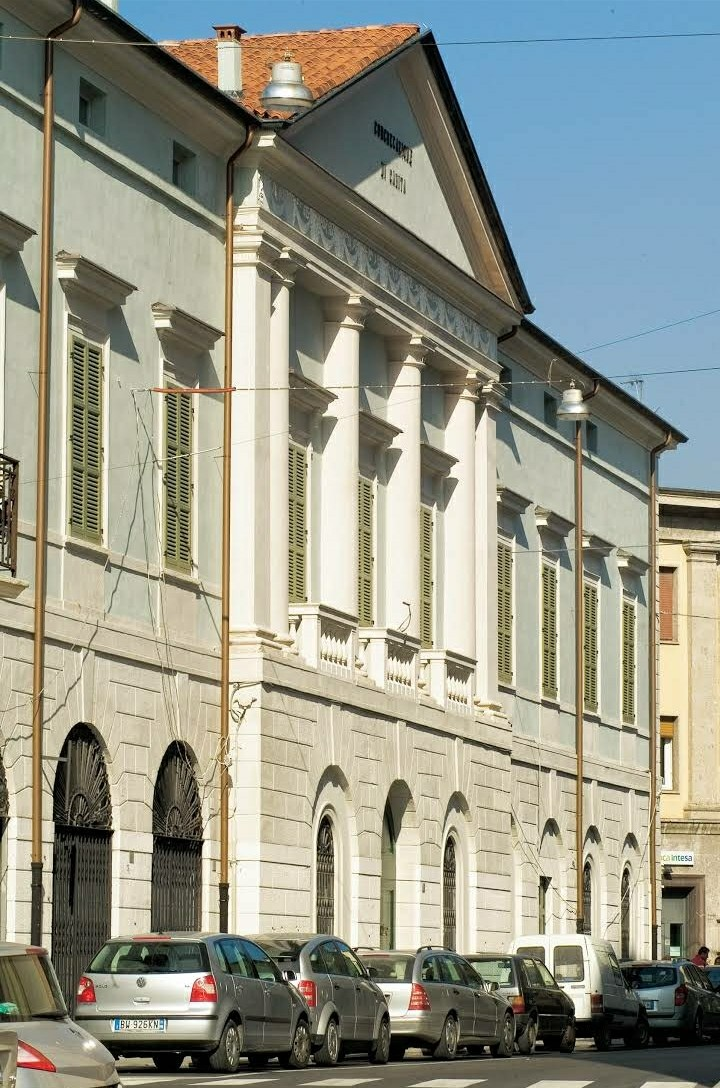
Palazzo Monte dei Pegni

Fu ristrutturato nel 1828 secondo uno stile neoclassico dall'ingegnere Giulio Cesare Zuppellari di Mantova.
Come si legge nell'epigrafe murata nell'atrio, la fondazione del Monte dei Pegni risale al 1614 per volere di Antonio Priuli, Provveditore Generale di Terraferma. L'abate Antonio degli Antoni collaborò con il provveditore e lo sostenne nella denuncia e nell'espulsione degli Ebrei da Asola.
Sede storica del "Circolo filatelico numismatico Città di Asola", dal 2006 ospita il museo Civico Goffredo Bellini.

## Descrizione
La facciata presenta un basamento a bugnato, interrotto da uno schema di arcate ripetute, sul quale poggiano dei semipilastri di ordine dorico. La parte alta è caratterizzata da un fregio a bassorilievo con motivo a bucrani alternati e drappi. Il frontone centrale con un timpano riporta l'iscrizione Congregazione di Carità.